# Gómez Pérez das Mariñas
Gómez Pérez das Mariñas y Ribadeneira fue un político, diplomático y militar español del siglo XVI (Vivero, Mondoñedo, 1539 - Mar de Célebes, 19 de octubre de 1593). Fue gobernador de las Islas Filipinas.

## Biografía
Segundo hijo de Fernán Díaz de Ribadeneira y de su esposa Berenguela das Mariñas y Haro, hija de Gómez Pérez das Mariñas, señor de la Casa das Mariñas, y de su esposa Teresa de Haro y Acuña, hija de Diego López de Haro, III señor del Busto, y de su esposa Ginebra de Acuña Girón, hija de Martín Vázquez de Acuña, I conde de Valencia de Don Juan, y de su primera esposa Teresa Téllez-Girón, nació en Betanzos en el año 1539, como declararon varios testigos en el expediente de pruebas para profesar como caballero de la Orden de Santiago. Durante sus primeros años, vivió en Mesía (La Coruña) donde su padre era Merino por mandato del Arzobispo de Santiago. A los 25 años, pasó a residir a Vivero
Gómez Pérez fue nombrado gobernador de León el 30 de enero de 1579. En su recuerdo se puede encontrar una inscripción en la Casa de las Carnicerías de la capital leonesa, que reza: Hízose este edificio, más las fuentes y calzadas de la ciudad, siendo Gobernador el muy ilustre Gómez Pérez das Mariñas. Año de 1581, el cual gobernó bien. 
El éxito en su labor redunda en su nombramiento, por el rey Felipe II, como corregidor de las ciudades de Cartagena, Lorca y Murcia, el 27 de septiembre de 1584, cargo que ocupa hasta el 1 de enero de 1587.

## Filipinas
En 1589, y en recompensa a sus servicios, recibe del rey el nombramiento de caballero de la Orden de Santiago y el de capitán general de las Islas Filipinas, a donde no llegará hasta mayo de 1590.

"...En Marzo de 1590 salieron de Veracruz los navios. La Capitana y la Almiranta con rumbo á Filipinas. En Mayo hallándose ya en el archipiélago sufrieron un recio temporal.
La Almiranta perdió los mástiles yéndose á pique en las costas de Marinduque y la Capitana llegó al puerto de Cavite. Venía á su bordo D. Gómez Pérez Dasmariñas natural de Galicia, Caballero del hábito de Santiago, corregidor que había sido de Murcia y Cartagena, electo después de Logroño, y por último Gobernador nombrado por S. M. para estas Islas, con el sueldo de diez mil ducados anuales. Seguíanle un hijo de mayor edad, dos jesuítas, y cuatrocientos hombres de guerra...
Felipe M. de Govantes.

### Supresión de la Audiencia
En Madrid se decidió reducir el presupuesto del archipiélago, valorando más la utilidad de los misioneros, para el trabajo de las conversiones, y la de los soldados, para la defensa de los pueblos, que la de los jueces para el fallo de los pleitos. Dasmariñas trajo, entre otras disposiciones, la supresión de la Real Audiencia de Manila. Tras su supresión  regresaron a México Santiago de Vera y los demás oidores a excepción de Pedro de Rojas, que fue nombrado teniente y asesor del Gobierno.
El obispo Salazar, contrario a la supresión, dejó de gobernador del obispado al padre Salvatierra y se embarcó en Cavite para Acapulco. Pasó después a Veracruz y, pese a sufrir un temporal en Campeche, llegó a La Habana, de donde fue a la Corte y dio inicio a sus gestiones para restablecer la Audiencia.

### Preparativos militares
No hallando en Cavite navío alguno que fuese a Nueva España, Dasmariñas hizo reparar La Capitana en que había llegado y dispuso la construcción inmediata de dos galeones.
Se dedicó al mismo tiempo al servicio interior y en menos de dos años reorganizó la fuerza armada, cercó la ciudad de Manila de murallas coronándolas de numerosa artillería, se concluyó el fuerte de Santiago bajo la dirección del ingeniero Leonardo Iturriano, y le puso el nombre de su antecesor en el cargo; hizo cuarteles y almacenes de provisión en Manila y Cavite, y consiguió mejoras notables en los edificios, embelleciendo la ciudad a la vez que ponía la plaza en un estado respetable.

### Colegio de Santa Potenciana
Traía el mandato de fundar un asilo para jóvenes españolas que, viviendo honestamente y con buena doctrina, salieran para casarse. Este fue el origen del colegio de Santa Potenciana. En principio, quiso establecerlo en la iglesia de San Andrés, pero luego obtuvo solar y edificio de la generosidad del factor Vivanco, el mismo que en tiempo de su antecesor había contribuido tanto a la creación del hospital.
Erigido el colegio, dictó Dasmariñas las constituciones primitivas, que fueron aprobadas por S. M. el 11 de junio de 1594. El edificio desapareció a causa del terremoto del 30 de noviembre de 1645.

### Catedral
Dasmariñas inició las obras de la catedral de la ciudad[¿cuál?].

### Dasmariñas
La población de Dasmariñas, a 24 kilómetros de la capital, en la provincia de Cavite en la región de Calabarzón, y que en la actualidad cuenta con cerca de 400.000 habitantes, fue fundada en 1864 y renombrada en 1866 en su honor.

### Diplomacia
Destacó también en su labor diplomática, y fue el primer gobernador español en establecer contactos con Japón, además de potenciar las relaciones comerciales con China.

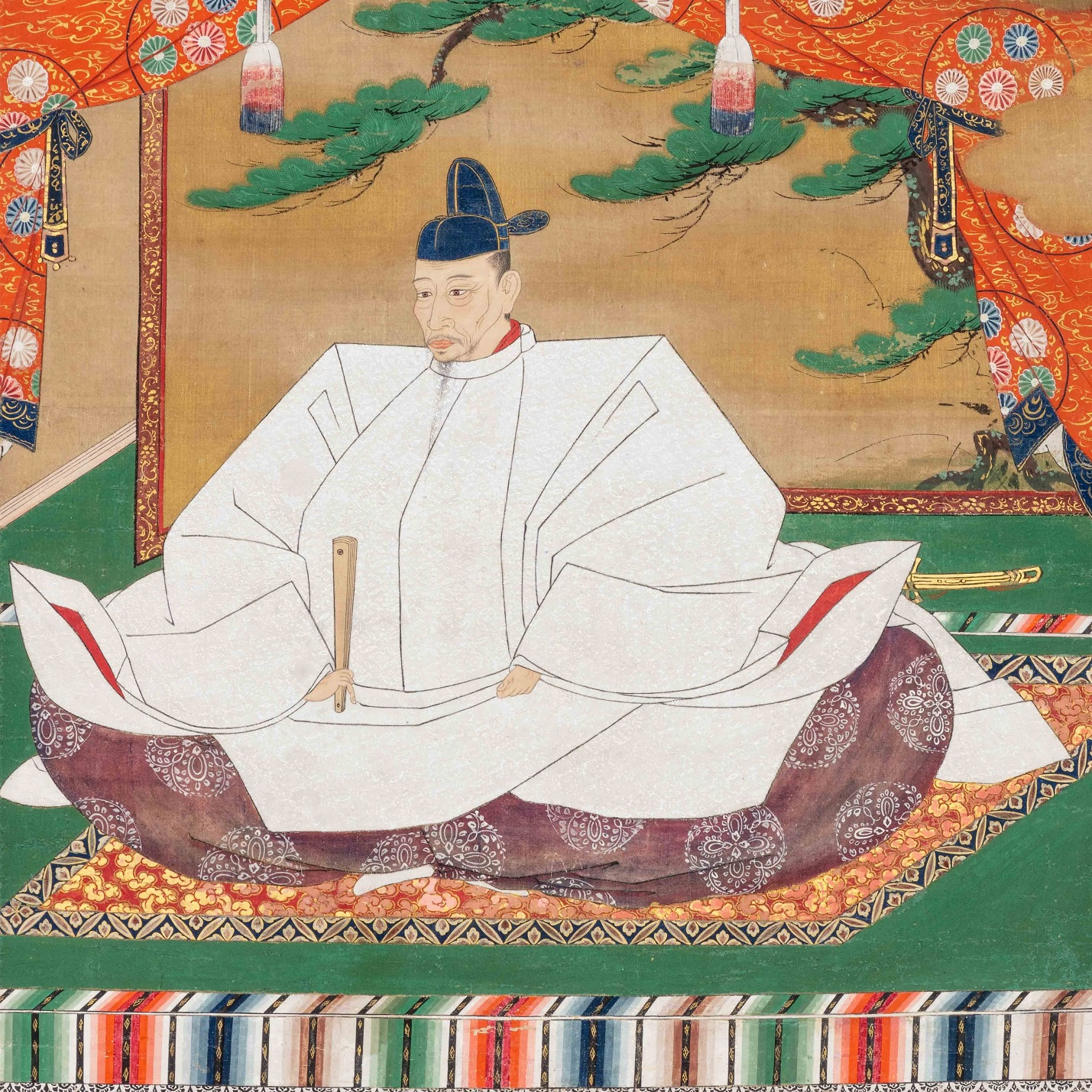
Retrato de Toyotomi Hideyoshi dibujado en 1598.

El Japón era uno de los puntos que más recursos facilitaba al comercio de las Filipinas, y allí se adquirían ricos y abundantes efectos para las transacciones de Manila con Nueva España.

"...A fines de 1591, se presentó á Dasmariñas un embajador de aquel imperio llamado Faranda, que había recibido hacía pocos años el bautismo con el nombre de Pablo, negando después la fe de Jesucristo. Traía poderes para afirmar sólidamente los pactos de comercio ya observados en la práctica, bajo la condición de que los habitantes de estas Islas reconociesen como Señor al emperador Taicosama..."

"...Faranda, con tanta ambición como sagacidad, le había prometido realizar semejante proyecto asegurándole incalculables riquezas si le otorgaba sus credenciales. Una vez poseídas y frente á Dasmariñas estuvo menos esplícito en el segundo que en el primero de los objetos de su venida, si bien dejó entrever las altas miras de Taicosama. Dasmariñas, prescindiendo de las inclinaciones relativas al vasallaje, celebró los pactos de comercio con Faranda y envió en su compañía al dominico Fr. Juan Cobo y al capitán Lope de Llanos con cartas, instrucciones y un presente para Taicosama de doce espadas y doce dagas lujosamente guarnecidas...."
Govantes.

Los tres enviados partieron el 7 de junio de 1592 y llegaron a Nagasaki y a Nagoya, ciudad de la isla de Ximo, donde había situado su corte el emperador.
En 1592 Toyotomi Hideyoshi se atrevió a enviar una carta al gobernador exigiéndole tributo y sumisión.

### Heredero
Le sucedería interinamente en el cargo su hijo Luis Pérez das Mariñas.

### Molucas
En 1582 y 1584, dos expediciones españolas habían fracasado en su intento de capturar la fortaleza de Ternate situada en las iIslas Molucas. Dasmariñas planeó en secreto una nueva expedición, que llevó a cabo en 1593.
Durante su ausencia encomendó los asuntos militares, tanto de Manila como del resto del archipiélago, a Diego Ronquillo, y a Pedro de Rojas los asuntos civiles. Antes de zarpar envió a su hijo, Luis, con parte de la flota de la provincia de Pintado.
Dasmariñas permaneció en Manila mientras finalizaban los preparativos finales y armaba la galera La Capitana, de 28 bancos, en la que zarpó.
Los remeros de su galera eran chinos, a sueldo y, según Antonio de Morga, sin encadenar y armados.
Unos cuarenta españoles se embarcaron y la galera iba acompañada de un par de fragatas y buques de menor tamaño. La flota se componía de un total de 200 embarcaciones y más de 900 españoles.
En octubre de 1593 el gobernador zarpó de Cavite para Pintados, donde iba a reunirse con la flota de su hijo. Juntas ambas flotas, acudiría a las Molucas.

### Motín y muerte del gobernador
El 25 de octubre de 1593, segundo día de navegación, la expedición alcanzó la isla de Caca, a 24 leguas de Manila frente a la costa de Luzón, donde tuvieron dificultades para rodear Punta del Azufre por los fuertes vientos. 
El gobernador mandó anclar las naves para pernoctar. Durante la noche los remeros chinos se hicieron con el control de la galera, asesinaron al gobernador y secuestraron a su secretario Juan de Cuéllar y al franciscano padre Montilla.
Los rebeldes pusieron rumbo a su patria en la galera capturada, pero por su incapacidad no lograron su propósito. Llegaron a la Cochinchina, donde su rey les confiscó los dos cañones así como los objetos robados. Abandonaron la galera y algunos de los que pudieron escapar fueron capturados más tarde en Malaca, de donde fueron enviados de vuelta a Manila, donde se enfrentaron a la justicia.

### Elección del nuevo gobernador
Una Real Orden, que Dasmariñas había traído con él, lo facultaba para elegir un sucesor que tendría carácter interino hasta el nombramiento de un nuevo gobernador.
Dos personas que se encontraban en la expedición a las Molucas aspiraban a obtener el nombramiento y ambos se apresuraron a regresar a Manila para tomar el mando. Se trataban del capitán Esteban Rodríguez de Figueroa y del propio hijo de Gómez, Luis Pérez Dasmariñas.
Mientras tanto, en Manila fue elegido gobernador y capitán general el licenciado Pedro de Rojas. Corto fue su mandato, ya que. tras el regreso de Luis, que llevaba las instrucciones de su difunto padre, este se convirtió en el nuevo gobernador.